# Horacio Guarany
Horacio Guarany, pseudonimo di Eraclio Catalín Rodríguez Cereijo (15 maggio 1925 – Luján, 13 gennaio 2017), è stato un cantautore e chitarrista argentino, tra i principali interpreti di musica folkloristica argentina.

## Discografia parziale
- 1957: Horacio Guarany
- 1958: Canta Horacio Guarany
- 1958: Folklore de gala
- 1962: Horacio Guarany
- 1962: Golpeando cantos
- 1963: Cuando el grito se hace canto
- 1964: Canta Martín Fierro
- 1965: Pampa adentro
- 1965: Tajo largo
- 1966: El corralero
- 1966: Horacio Guarany canta a Martín Castro
- 1966: El grito macho de Horacio Guarany
- 1967: El hombre es pura arenita...
- 1968: Tierra caliente
- 1969: El gaucho
- 1970: El potro
- 1971: Ídolo del pueblo
- 1971: Siempre
- 1971: Hombre y cantor
- 1972: El poeta de la amistad y el vino
- 1972: El toro
- 1972: Si se calla el cantor, banda de sonido de la película
- 1973: Guitarra, vino y rosas
- 1973: Recital a la vida
- 1974: Tiempo de amor y paz
- 1975: Horacio Guarany en España
- 1975: Tiempo de amor y paz
- 1977: Luche, luche
- 1980: Aquí en mi tierra
- 1981: De mis viejos tiempos
- 1981: Memorias del viento
- 1982: El mundo es un pañuelo
- 1983: Recital
- 1984: Cuando estábamos lejos
- 1985: Recital Luna Park 1984 en vivo
- 1986: Cencerros
- 1986: Cuando es un criollo el que canta
- 1987: Por darme el gusto
- 1987: Canciones de amor
- 1988: Canciones de amor volumen II
- 1988: Entre gallos y medianoche
- 1989: De puro cantor nomás
- 1990: En vivo en el Ópera
- 1990: Horacio Pueblo Guarany
- 1992: El loco de la guerra, originalmente en casete
- 1993: Cantor
- 1995: Ídolo de multitudes
- 1995: La voz del pueblo
- 1996: Eternamente
- 1996: 40 años con el canto
- 1997: Cartas
- 1999: Por los siglos de los siglos cantor
- 2002: Canta al Paraguay
- 2003: Cantor de cantores
- 2007: Con mis amigos